# Thức ăn siêu ngon

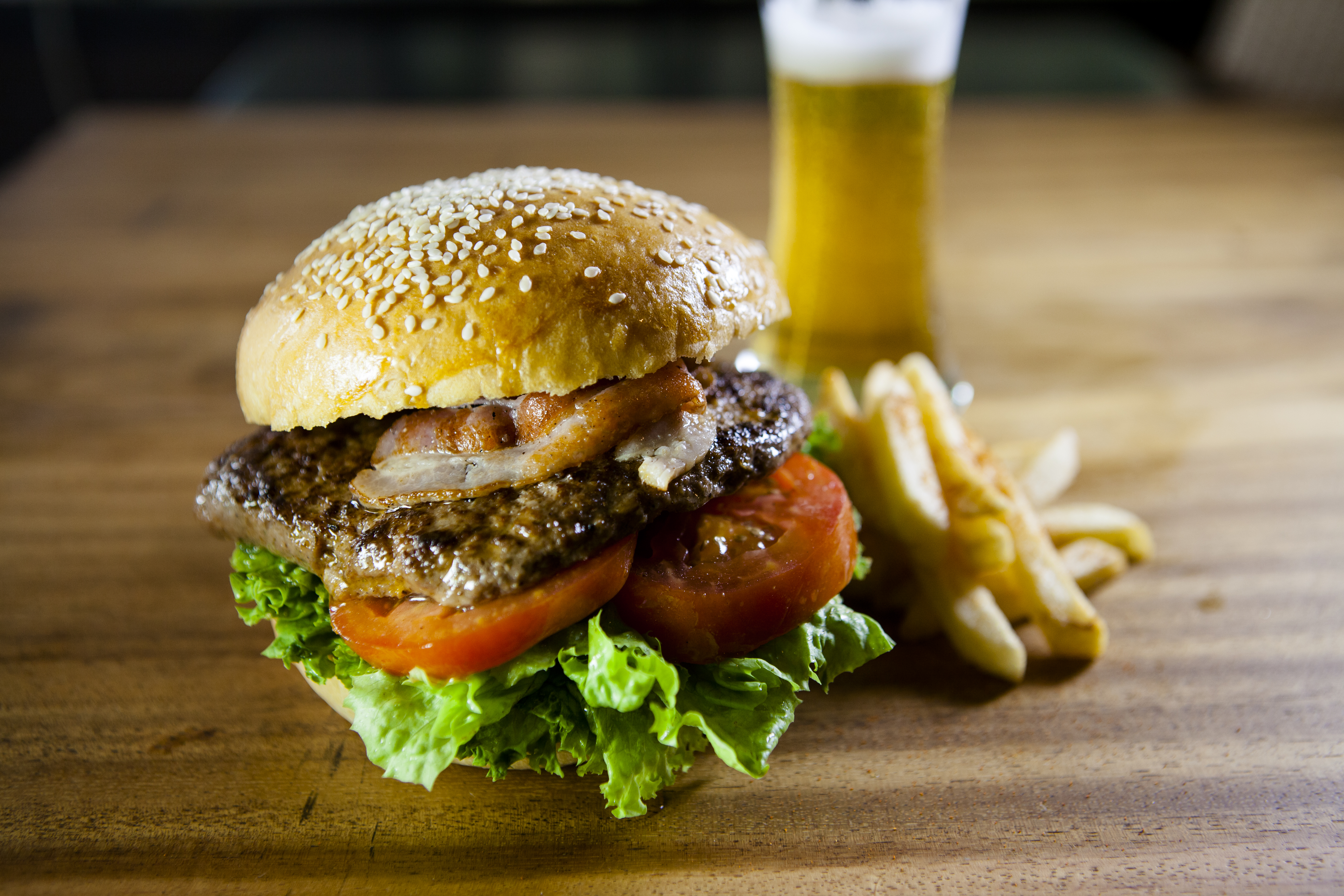
Một phần burger

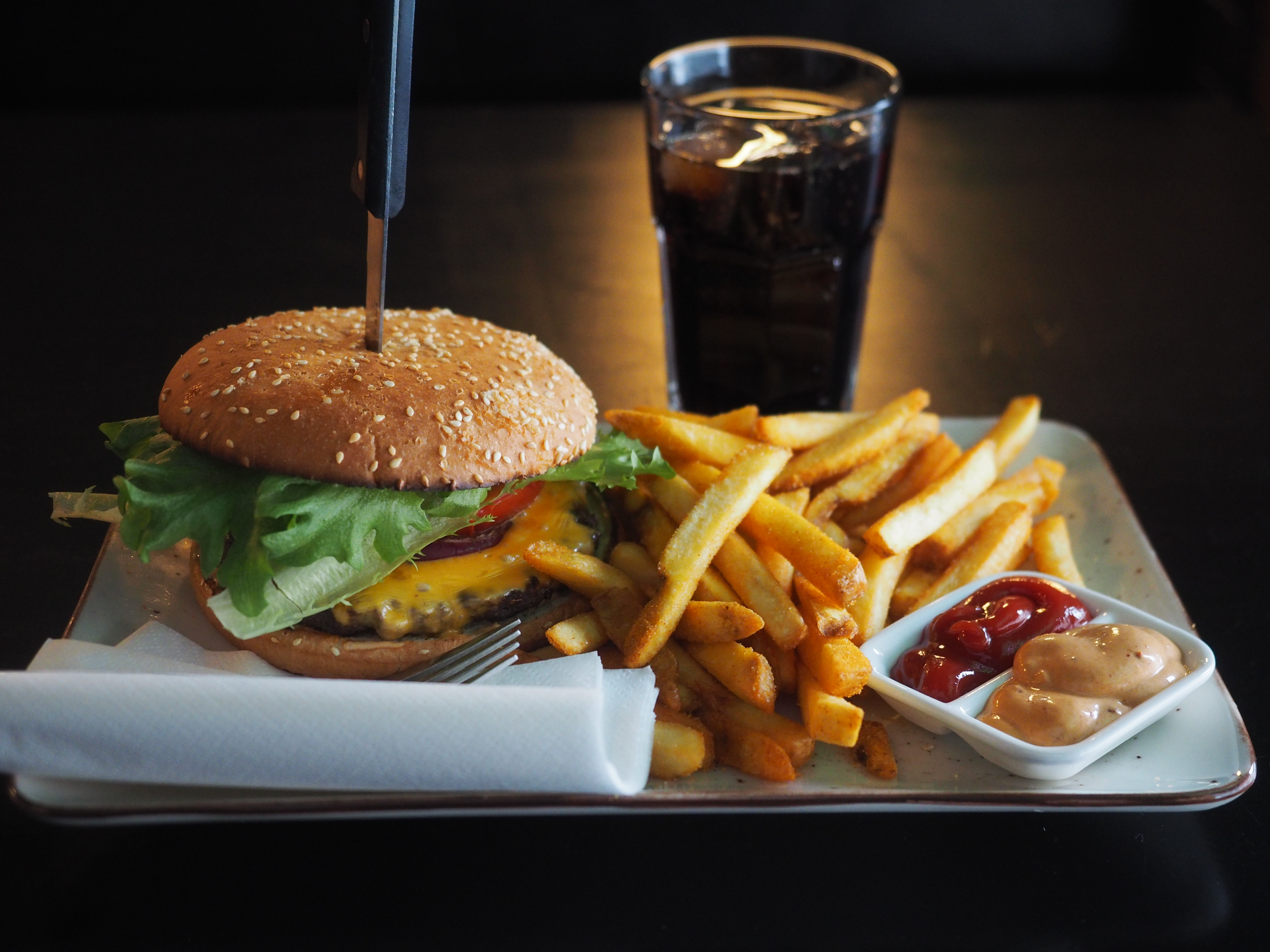
Hamburger tại đường Bar Kallio

Thức ăn siêu ngon (Hyperpalatable food/HPF) là các thức ăn có thành phần kết hợp hàm lượng cao của chất béo, đường, natri và/hoặc carbohydrate để kích hoạt hệ thống phần thưởng ở não bộ, khuyến khích thực khách ăn quá mức. Thức ăn có hương vị hấp dẫn có thể kích thích giải phóng các hormone chuyển hóa, căng thẳng và thèm ăn, đóng vai trò trong cảm giác thèm ăn và có thể ảnh hưởng đến khả năng điều chỉnh cảm giác thèm ăn và cảm giác no của cơ thể. Đây là những thực phẩm giàu các thành phần đường, chất béo, muối mang lại cảm ngon miệng sẽ kích hoạt các chất dẫn truyền thần kinh gây hưng phấn cho não bộ dẫn đến nhanh chóng cảm thấy cần phải ăn trở lại ngay cả khi không đói. Khái niệm về độ ngon miệng tăng cao là nền tảng của thực phẩm siêu chế biến, thường được thiết kế để có các đặc tính dễ chịu về vị ngọt ngào, vị mặn mà (hương vị muối) hoặc thơm ngon béo ngậy. Thực phẩm có hương vị hấp dẫn thường có nhiều calo, thừa chất béo, nhiều đường và muối, nhưng lại nghèo chất dinh dưỡng, thiếu chất xơ và nước. 
Thông thường, khi ăn một bữa ăn, các hormone gây thèm ăn được giải phóng từ đường tiêu hóa (ví dụ như glucagon, peptide và cholecystokinin) và từ các tế bào mỡ (như leptin), gây ra cảm giác no và liên lạc đến não để ngừng ăn. Nếu cơ thể không nhận được thức ăn trong nhiều giờ, ghrelin sẽ được giải phóng từ dạ dày để báo hiệu cơn đói. Ăn những thực phẩm siêu ngon miệng quá thường xuyên có thể ảnh hưởng đến cách não xử lý các tín hiệu hormone này, do đó, người ta có thể cảm thấy thèm ăn liên tục mặc dù đã ăn đủ thức ăn. Những thực phẩm này có thể góp phần làm tăng lượng năng lượng dư thừa, dẫn đến tình trạng nạp quá nhiều năng lượng dư thừa dẫn đến tăng cân, cũng như làm suy giảm khả năng điều hòa lượng đường trong máu và huyết áp của cơ thể. Thực phẩm có mùi vị quá nồng cũng có liên quan đến tình trạng viêm nhiễm gia tăng, căng thẳng oxy hóa và rối loạn hệ vi khuẩn đường ruột, có thể ảnh hưởng đến hệ thống miễn dịch và não. Việc ăn những thực phẩm có hương vị quá mức cũng có thể làm tăng nguy cơ mắc chứng nghiện thức ăn, một tình trạng đặc trưng bằng sự mất kiểm soát việc ăn uống, bận tâm đến thức ăn và tiếp tục sử dụng bất chấp những hậu quả tiêu cực.

## Các loại
Thực phẩm đã qua chế biến được tiêu thụ rất nhiều tại Mỹ, trung bình mỗi ngày một người Mỹ nạp 57,9% lượng calo từ đồ ăn làm sẵn chứa nhiều đường, muối, dầu mỡ và các chất phụ gia khác. Các yếu tố như giá thành rẻ, các yếu tố tiếp thị thực phẩm và quảng cáo thực phẩm những món ăn này trở nên phổ biến. Một số món ăn có thể kích thích cơn thèm ăn ở người, dẫn đến các biểu hiện như mất kiểm soát, thèm ăn. Khi một người cắt giảm lượng thức ăn chế biến sẵn, họ có những hành vi giống như người nghiện cai thuốc như cáu kỉnh, mệt mỏi, buồn chán, thèm ăn. Danh sách này gồm pizza, chocolate, bimbim, khoai tây chiên, bánh quy, kem, bánh burger phô mai đều có nhiều chất phụ gia góp phần làm tăng độ ngon khó cưỡng của sản phẩm. Có bằng chứng cho thấy người ăn quá mức cần thiết có xu hướng tiêu thụ nhiều loại thực phẩm với cấu tạo, hương vị khác nhau. Hebebrand cho rằng việc ngành công nghiệp thực phẩm liên tục tung ra sản phẩm mới, tạo ra nhiều lựa chọn hấp dẫn là một phần nguyên nhân gây nên tình trạng ăn không kiểm soát. Những người phản đối tính gây nghiện của đồ ăn chỉ ra rằng phần lớn mọi người vẫn ăn đồ đã qua chế biến mà không có biểu hiện ham mê thái quá
Các nhà khoa học đã chỉ ra rằng, thực phẩm chế biến sẵn có chứa nhiều đường, chất béo và chất phụ gia như khoai tây chiên, kem cũng có thể gây nghiện như nicotine, ma túy và rượu. Thực phẩm chế biến sẵn có thể gây nghiện vì chúng nhanh chóng đưa đường và chất béo vào cơ thể tương tự như việc các loại thuốc tác động lên não nhanh chóng sẽ dễ gây nghiện hơn. Thực phẩm chế biến sẵn được thiết kế từ bao bì cho đến cách thức để hướng đến việc dễ sử dụng một cách thuận tiện, dễ dàng ăn nhanh chóng, khiến người tiêu dùng có xu hướng ưu tiên lựa chọn. Các chất phụ gia trong thực phẩm chế biến sẵn giống như chất tăng cường hương vị, có thể làm tăng tính chất gây nghiện cho người sử dụng, các chất phụ gia có nhiệm vụ tương tự cũng được tìm thấy trong thuốc lá. Một số chất phụ gia trong thực phẩm chế biến sẵn làm cho hương vị của loại thực phẩm này trở nên ngon hơn để thu hút người dùng. Một số chất phụ gia trong thực phẩm chế biến sẵn cũng có thể làm tăng tác dụng phụ, giống như tinh dầu bạc hà tăng cường tác dụng của nicotin trong thuốc lá. Chất làm ngọt nhân tạo có thể ảnh hưởng đến cách cơ thể hấp thụ đường. Các thực phẩm được ưa thích tiếp theo sau chứng nghiện sô cô la, pizza là kem, khoai tây chiên. Phô mai, thịt nguôi, gà rán, bánh ngọt và đồ uống ngọt như soda, những thực phẩm chế biến sẵn có hàm lượng đường và chất béo cao hơn hẳn so với những thực phẩm khác. Thực phẩm chế biến sẵn trở nên hấp dẫn đặc biệt bởi thêm nhiều chất béo/ hay tinh bột – đường tinh chế (như bột mỳ, đường).